# Hans Richter (dirigent)
 Der er flere personer med dette navn, se Hans Richter.
Hans Richter (født 4. april 1843 i Győr i Ungarn, død 5. december 1916 i Bayreuth) var en østrig-ungarsk dirigent.
Han uddannede sig i Wien, hvor han debuterede som dirigent og i 1875 blev ansat på Operaen. I årene 1866-1867 og 1870 assisterede han Richard Wagner og virkede i 1868 i München som assistent for Hans von Bülow.
Hans Richter er mest kendt som dirigenten af den første opførelse af Nibelungens Ring ved Festspillene i Bayreuth den 13.-17. august 1876, og for sit arbejde med at gøre Wagners værk kendt i Storbritannien, hvor han opførte en engelsksproget udgave af Nibelungens Ring på Covent Garden i 1908. I Storbritannien ledede han Hallé Orchestra (grundlagt af Charles Hallé) (1897-1911) og London Symphony Orchestra (1904-1911).

## Uropførelser
- Richard Wagner, Siegfried, Ragnarok og komplet Nibelungens Ring (1876)
- Johannes Brahms, Symfoni nr. 2 (1877)
- Johannes Brahms, Symfoni nr. 3 (1883)
- Anton Bruckner, Symfoni nr. 4 (1881)
- Anton Bruckner, Symfoni nr. 8 (1892)
- Edward Elgar, Enigmavariationer (1899)
- Edward Elgar, The Dream of Gerontius (1900)
- Edward Elgar, Symfoni nr. 1 (1908)